# Pavlivka, Novîi Buh
Pavlivka (în ucraineană Павлівка) este un sat în comuna Novomîkolaiivka din raionul Novîi Buh, regiunea Mîkolaiiv, Ucraina.

## Demografie
Componența lingvistică a localității Pavlivka
     Ucraineană (93,24%)
     Rusă (6,76%)
Conform recensământului din 2001, majoritatea populației localității Pavlivka era vorbitoare de ucraineană (93,24%), existând în minoritate și vorbitori de rusă (6,76%).